# Ỷ Thiên Đồ Long Ký (phim truyền hình 2003)
Ỷ Thiên Đồ Long Ký (tiếng Hoa: 倚天屠龙记 Yi Tian Tu Long Ji; tiếng Anh: The Heavenly Sword and Dragon Saber) là một bộ 40 tập phim được sản xuất năm 2003 bởi Công ty sản xuất âm thanh trung tâm Á Châu Bắc Kinh, hãng TCS (Đài Loan) sản xuất và hãng Mediacorp của Singapore. Phim là sự hợp tác của 3 hãng phim của 3 quốc gia: Đài Loan, Trung Quốc và Singapore.

## Tóm tắt nội dung phim
Bối cảnh bộ phim diễn ra vào cuối đời Nguyên. Lúc bấy giờ, trong giới võ lâm lan truyền rằng nếu ai giữ được Đồ Long đao thì sẽ được làm bá chủ. Chính vì thế mà dẫn đến cuộc tranh giành Đồ Long đao
Các phái võ lâm ra sức truy lùng báu vật này, bất chấp thủ đoạn. Thành Côn - một đệ tử giả mạo của phái Thiếu Lâm ra tay sát hại cả gia đình Tạ Tốn dẫn đến việc giang hồ trở nên đầy sóng gió.
Nhân vật chính trong phim là Trương Vô Kỵ, con của ngũ hiệp Trương Thúy Sơn một đệ tử phái Võ Đang và Ân Tố Tố con gái của Bạch Mi Ân Vương của Minh giáo, nhưng sớm mồ côi cả cha lẫn mẹ, lại bị Huyền Minh nhị lão hạ độc. Cậu được tổ sư phái Võ Đang Trương Tam Phong đem gửi vào Thiếu Lâm tự để chữa trị nhưng bị từ chối, sau đó qua một sự kiện cậu được dẫn đến Hồ Điệp Cốc để trị thương.
Với bản tính kiên nhẫn, thật thà chất phác, Trương Vô Kỵ học được y thuật cao siêu, lấy được pho Cửu dương thần công quý giá và giải trừ được âm độc, đồng thời học được càn khôn đại na di. Sau khi dùng võ công siêu phàm của mình hóa giải trận quyết chiến võ lâm trên đỉnh Quang Minh và trở thành giáo chủ Minh giáo. Tuy nhiên trong tình cảm, chàng lại do dự mãi giữa tình yêu của quận chúa Mông Cổ Triệu Mẫn và chưởng môn phái Nga Mi Chu Chỉ Nhược...tuy nhiên sau cùng chàng đã chọn Triệu Mẫn.

## Diễn viên
- Tô Hữu Bằng vai Trương Thúy Sơn và Trương Vô Kỵ
  - Thích Tiểu Long vai Trương Vô Kỵ lúc nhỏ
- Giả Tịnh Văn vai Triệu Mẫn
- Cao Viên Viên vai Chu Chỉ Nhược
- Trương Thiết Lâm vai Dương Tiêu
- Viên Uyển vai Phạm Dao
- Quách Phi Lệ vai Ân Tố Tố
- Trần Tử Hàm vai Ân Ly (Thù Nhi)
- Trần Tú Lệ vai Tiểu Chiêu
- Bảo Dật Lâm vai Dương Bất Hối
  - Trương Ý Tịnh vai Dương Bất Hối lúc nhỏ
- Từ Cẩm Giang vai Tạ Tốn
- Cơ Kỳ Lân vai Ân Thiên Chính
- Trương Quốc Lập vai Thành Côn (Viên Chân)
- Vương Cương vai Thất vương gia
- Vương Cương (khác) vai Tống Viễn Kiều
- Lý Tiến Vinh vai Du Liên Châu
- Hàn Phu Nhất vai Ân Lê Đình
- Đào Hồng vai Kỷ Hiểu Phù
- Lâm Tĩnh vai Đinh Mẫn Quân
- Diêm Thanh Dư vai Kim Hoa bà bà
- Nghiêm Mẫn Cừu vai Diệt Tuyệt sư thái
- Lương Thiên vai Hồ Thanh Ngưu
- Đổng Hiểu Yến vai Vương Nạn Cô
- Thẩm Bảo Bình vai Hà Thái Xung
- Phó Hưởng vai Thường Ngộ Xuân
- Hách Bách Kiệt vai Vệ Bích
- Lý Khánh Tường vai Chu Trường Linh
- Hồ Tiểu Nhiễm vai Hoàng Sam Nữ Tử

## Nhận xét
- Được coi là bản phim với nhiều ngôi sao tên tuổi nhất. Dàn diễn viên trẻ đẹp nổi tiếng đến từ ba vùng đất Trung Hoa như Trương Vô Kỵ do Tô Hữu Bằng thể hiện; công chúa Mông Cổ Triệu Mẫn do diễn viên Đài Loan là Giả Tịnh Văn thể hiện; Cao Viên Viên - nữ diễn viên mệnh danh "ngọc nữ" của màn ảnh Trung Quốc nhận vai Chu Chỉ Nhược; Tiểu Chiêu do nữ diễn viên hãng phim Singapore là Trần Tú Lệ (quốc tịch Malaysia) thể hiện; Ân Tố Tố do nữ diễn viên hãng phim Singapore là Quách Phi Lệ thể hiện. Không chỉ vai chính, mà các vai phụ cũng đều là tên tuổi lớn như Đào Hồng, Từ Cẩm Giang, Thích Tiểu Long, Trương Thiết Lâm, Trương Quốc Lập, Vương Cương…

## Thông tin thêm
- Diễn viên Trần Sa Sa (sau đổi thành Trần Tử Hàm) đóng vai Ân Ly trong phim này cũng là người đóng vai Quách Phù trong Thần điêu đại hiệp (2006)
- Diễn viên Từ Cẩm Giang đóng vai Tạ Tốn trong phim này cũng là người đóng vai Ngao Bái trong ba phiên bản Lộc Đỉnh ký 1992, Tiểu Bảo và Khang Hy 2000 và Lộc Đỉnh ký 2008; vai Ôn Phương Đạt trong Tân Bích huyết kiếm 1993; vai Âu Dương Phong trong Anh hùng xạ điêu (2008).
- Diễn viên Giả Tịnh Văn đóng vai Triệu Mẫn trong phim này đã ủng hộ nữ diễn viên Đài Loan An Dĩ Hiên, người đóng vai Triệu Mẫn trong Ỷ Thiên Đồ Long ký (2009)[1].
- Diễn viên Cơ Kỳ Lân đóng vai Ân Thiên Chính trong phim này cũng là người đóng vai Vương Trùng Dương trong Anh hùng xạ điêu 2008.
- Diễn viên Trần Tú Lệ (Florence Tan, là diễn viên Singapore gốc Hoa có quốc tịch Malaysia) đóng vai Tiểu Chiêu trong phim này từng đóng vai Quách Phù trong Thần điêu hiệp lữ 1998 (bản Singapore), vai Lam Phượng Hoàng trong Tiếu ngạo giang hồ 2000 (bản Singapore), sau này cô đóng vai Cam Bảo Bảo trong Thiên long bát bộ (2013 - 2014).

## Phát sóng
| Quốc gia | Tên kênh | Thời gian phát sóng                       | Chu kì phát sóng                    |
| -------- | -------- | ----------------------------------------- | ----------------------------------- |
| Việt Nam | HTV9     | 2 tháng 8 năm 2004 - 11 tháng 10 năm 2004 | 17:45 - 18:45, thứ 2, thứ 3, thứ 4. |